# Sfinge (araldica)
In araldica la sfinge è una figura chimerica con busto e volto di donna, corpo di cane, zampe di leone e coda di drago. In alcune rappresentazioni, particolarmente egiziane, compare anche come un leone accosciato, con busto d'uomo o, più raramente, con testa di ariete o addirittura di sparviero.
Simboleggia la segretezza, perché era posta nei templi egizi per rammentare che i sacri misteri non dovevano essere svelati al popolo ma solo agli iniziati, e l'acutezza di ingegno, perché era opinione che alla sfinge, o a quelli da essa rappresentati, non sarebbe stato nascosto nulla al mondo.